# 치문초등학교
치문초등학교는 대한민국 전북특별자치도 김제시 백구면 유강리에 있는 공립 초등학교이다.

## 학교 연혁
- 1908. 4.15	신명학당 개교 (설립자:김장호, 호:치문)
- 1941. 4.30	사립 치문국민학교로 개명
- 1944.11. 2	반일운동 관계로 학교 폐쇄
- 1978. 3. 1	공립 치문국민학교로 인가 변경
- 2008.11.22	개교 100주년 제막식 및 기념행사
- 2009. 3. 1	전라북도지정 교과용도서 실험학교 지정
- 2013. 3. 1	제18대 강호현 교장 부임
- 2013. 2.13	제101회 졸업식 (제101회 졸업생:6명, 총 졸업생수:4,539명)
- 2014. 3. 1	2014학년도 6학급 편성 (입학:10명, 전교생 수:46명)
- 2014. 3. 1	치문초병설유치원 신규개원 (입학6명)

## 참고 자료
- 치문초등학교 - 한국교육학술정보원 학교알리미